# DNAL1
DNAL1 (англ. Dynein axonemal light chain 1) – білок, який кодується однойменним геном, розташованим у людей на короткому плечі 14-ї хромосоми. Довжина поліпептидного ланцюга білка становить 190 амінокислот, а молекулярна маса — 21 533.
| 10         |  | 20         |  | 30         |  | 40         |  | 50         |
| ---------- |  | ---------- |  | ---------- |  | ---------- |  | ---------- |
| MAKATTIKEA |  | LARWEEKTGQ |  | RPSEAKEIKL |  | YAQIPPIEKM |  | DASLSMLANC |
| EKLSLSTNCI |  | EKIANLNGLK |  | NLRILSLGRN |  | NIKNLNGLEA |  | VGDTLEELWI |
| SYNFIEKLKG |  | IHIMKKLKIL |  | YMSNNLVKDW |  | AEFVKLAELP |  | CLEDLVFVGN |
| PLEEKHSAEN |  | NWIEEATKRV |  | PKLKKLDGTP |  | VIKGDEEEDN |  |            |

A: Аланін

C: Цистеїн

D: Аспарагінова кислота

E: Глутамінова кислота

F: Фенілаланін

G: Гліцин

H: Гістидин

I: Ізолейцин

K: Лізин

L: Лейцин

M: Метіонін

N: Аспарагін

P: Пролін

Q: Глутамін

R: Аргінін

S: Серин

T: Треонін

V: Валін

W: Триптофан

Кодований геном білок за функцією належить до фосфопротеїнів. 
Задіяний у таких біологічних процесах, як ацетилювання, альтернативний сплайсинг. 